# Gruppo Sportivo Hockey Trissino 2023-2024
Questa voce raccoglie le informazioni riguardanti il Gruppo Sportivo Hockey Trissino nelle competizioni ufficiali della stagione 2023-2024.

## Maglie e sponsor
| 1ª divisa | 2ª divisa |

## Organigramma societario
- Presidente: Matteo Mastrotto
- Vicepresidente: Bruno Facchin
- Consigliere: Domenico Schiavo
- Direttore Sportivo: Mirco De Gerone
- Segretario: Roberta Bassanese

## Organico

### Giocatori
| N° | Naz.                  | Ruolo | Sportivo               |  |  |  |
| -- | --------------------- | ----- | ---------------------- |  |  |  |
| 1  | Italia (bandiera)     | P     | Stefano Zampoli        |  |  |  |
| 6  | Italia (bandiera)     | A     | Andrea Malagoli        |  |  |  |
| 7  | Italia (bandiera)     | A     | Giulio Cocco           |  |  |  |
| 8  | Italia (bandiera)     | A     | Gioele Piccoli         |  |  |  |
| 9  | Italia (bandiera)     | D     | Giulio Piccoli         |  |  |  |
| 10 | Italia (bandiera)     | P     | Bruno Sgaria           |  |  |  |
| 17 | Angola (bandiera)     | D     | João Pinto             |  |  |  |
| 57 | Argentina (bandiera)  | A     | Reinaldo García Mallea |  |  |  |
| 66 | Spagna (bandiera)     | A     | Jordi Méndez           |  |  |  |
| 71 | Italia (bandiera)     | A     | Davide Gavioli         |  |  |  |
| 74 | Portogallo (bandiera) | D     | Diogo Neves            |  |  |  |

### Staff tecnico
- Allenatore:  Tiago Sousa

## Mercato
| Acquisti | Acquisti               | Acquisti    | Acquisti |
| R.       | Nome                   | da          |          |
| -------- | ---------------------- | ----------- | -------- |
| A        | Reinaldo García Mallea | Porto       |          |
| A        | Piccoli Gioele         | Trissino 05 |          |
| D        | Piccoli Giulio         | Trissino 05 |          |
| D        | Diogo Neves            | Vercelli    |          |
| P        | Bruno Sgaria           | Valdagno    |          |

| Cessioni | Cessioni           | Cessioni            | Cessioni |
| R.       | Nome               | a                   |          |
| -------- | ------------------ | ------------------- | -------- |
| P        | Giovanni Bovo      | Valdagno            |          |
| A        | Joan Galbas Pedrol | Forte dei Marmi     |          |
| D        | Francisco Ipiñazar | Forte dei Marmi     |          |
| D        | Filippo Schiavo    | Sandrigo (prestito) |          |